# Kulcslyukágyás

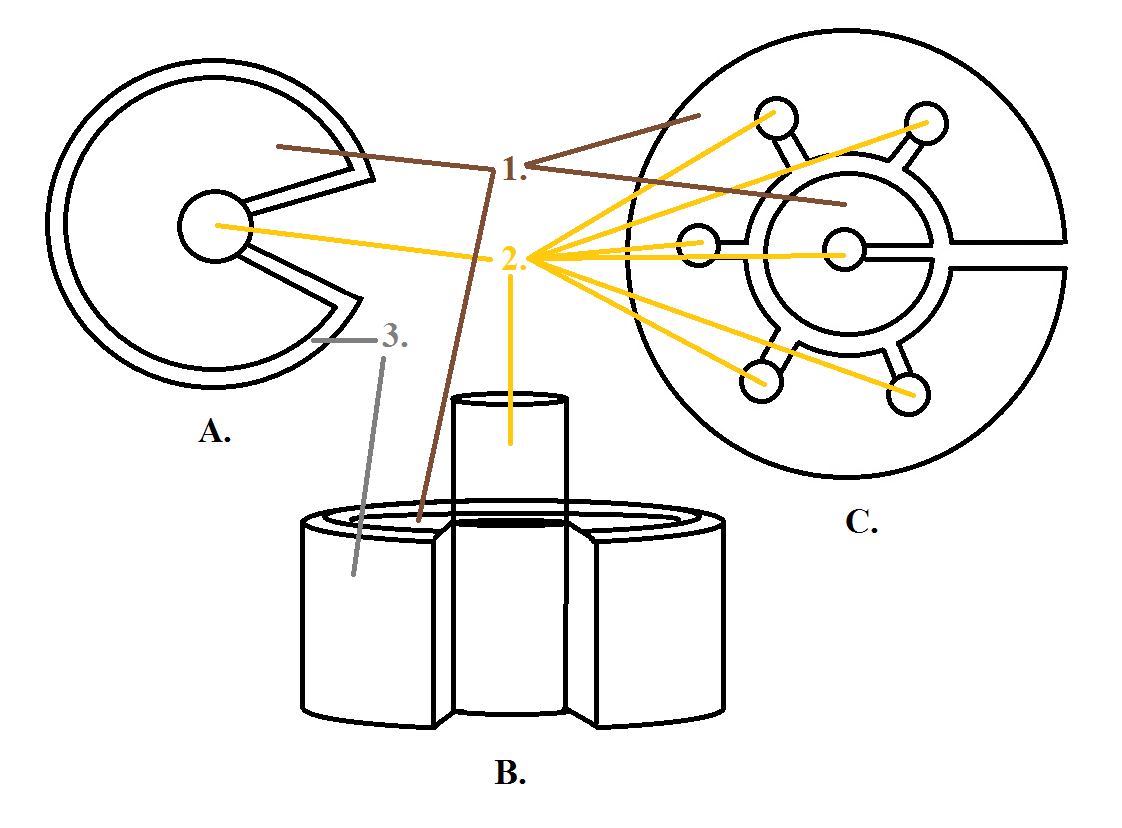
Kulcslyukágyás és mandalaágyás:
A. Kulcslyukágyás felülről; B. Kulcslyukágyás szemből; C. Mandalaágyás felülről
1. Ágyás; 2. Komposztáló; 3. Szegély

A kulcslyukágyás és a mandalaágyás olyan magaságyások, amelyek központjában, illetve központjaiban egy vagy több komposztáló van kialakítva, ahonnan folyamatosan az ágyás talajába jutnak a tápanyagok. A kulcslyukágyás formája jellemzően egy kör, amelynek hiányzik egy cikkelye, innen lehet megközelíteni a kör közepén lévő, szintén kör alakú komposztálót. Az ágyás felülnézetből egy kulcslyukra hasonlít, innen kapta a nevét. A mandalaágyás több kulcslyukágyásból létrehozott ágyásrendszer, amely felülnézetből mandalára emlékeztet. Az elrendezés lényege, hogy a belső komposztáló folyamatosan feltölthető a közlekedőn keresztül, a kertész alapvetően a komposztálót locsolja, innen áramlik szét a víz és a tápanyagok az ágyásba.

## Története
A kulcslyukágyásokat a CARE (Cooperative for Assistance and Relief Everywhere) nevű nemzetközi jótékonysági szervezet fejlesztette ki az 1990-as években Zimbabwéban, hogy mérsékeljék a nélkülözést és arra ösztönözzék a lakosságot, hogy saját maguknak termeljenek zöldségeket. A program olyan jól sikerült, hogy Afrikában több mint 20 000 ilyen kialakítású konyhakert található. Angol nyelvterületen és Európában az amerikai Toby Hemenway (1952–2016), permakultúrával foglalkozó szerző népszerűsítette 2009-ben megjelent Gaia's Garden: A Guide to Home-Scale Permaculture című könyvében, amelyet nálunk először 2016-ban adtak ki Gaia kertje: Útmutató a házi permakultúrához címen. Az Amerikai Egyesült Államokban a Texasi Mesterkertész Egyesület (Texas Master Gardener Association) számos műhelyt tartott az ilyen típusú kertek népszerűsítésére. Az ágyásoknál alkalmazott méretek az ő tapasztalataikon alapulnak.

## Szerkezete

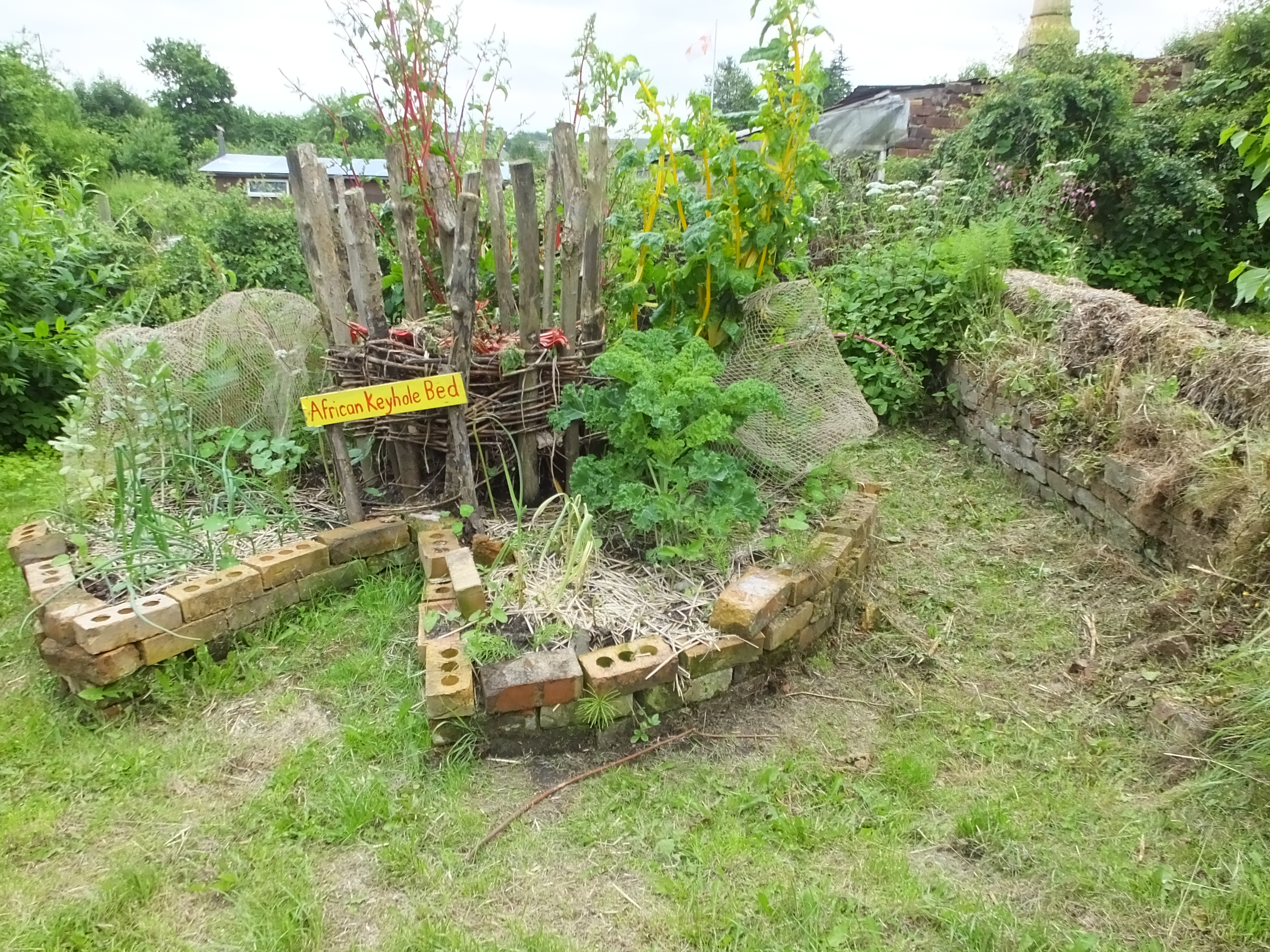
Egy kulcslyukágyás Afrikában.

A kulcslyukágyás alapterülete egy 1,8 m (6 láb) átmérőjű kör, amelynek közepén egy 0,3 m (12 hüvelyk) átmérőjű kisebb kör található, amihez egy közlekedő vezet a nagyobbik kör egyik cikkelyén át. A nagyobbik kör maga az ágyás, a kisebbik kör pedig a komposzttároló.
Az ágyást és a komposztálót érdemes elválasztani a földtől, ehhez használhatunk csirkehálót, ami megakadályozza a pockokat, hogy bejussanak az ágyásba, vagy pedig köveket vagy téglákat, amik biztosítják a vízelvezetést. Az ágyás szegélye avagy fala készülhet fából, kőből, sőt akár vesszőből fonva is. A komposztálót az ágyás földjétől szintén egy csirkeháló választja el, ez megtartja a komposztot, ugyanakkor a tápanyagok és a víz szabad áramlását biztosítja. A komposztálónak érdemes magasabbra nyúlnia, mint az ágyás talaja, mivel a komposzt öntözésével jut el el a víz és a tápanyagok az ágyásba. Az ágyás talaja is lejthet a komposztálótól az ágyás szegélyéig.
Ha olyan növényeket ültetünk az ágyásba, amelyeknek támasztékra van szükségük, akkor az egész ágyás fülé kialakíthatunk egyfajta kupolát, ahová felfuthatnak a szárak. Érdemes megfontolni, hogy befedjük a komposztálót valamilyen módon, elkerülendő, hogy az esőben nagyon átnedvesedjen és rothadásnak induljon.